# 1-Bromo-1-cloroetileno
1-Bromo-1-cloroetileno ou 1-bromo-1-cloroeteno é o composto orgânico de fórmula C2H2BrCl, SMILES C=C(Cl)Br, InChI=1/C2H2BrCl/c1-2(3)4/h1H2, classificado com o número CAS 17759-85-2.